# Болеслав Яблоновский
Болеслав Яблоновский (настоящее имя и фамилия — Карел Евгений Тупы (Тупый)) (чеш. Karel Eugen Tupy; 14 января 1813, Кардашова-Ржечице, Австрийская империя — 27 февраля 1881) — чешский поэт-лирик. Католический священник. Стоял у истоков романтизма в чешской литературе.

## Биография
Изучал философию и теологию в Карловом университете в Праге. По желанию родителей вступил в новициат ордена регулярных каноников- премонстрантов, но вскоре оставил орден и стал активно сотрудничать в журнале «Kvĕty».
Ещё будучи студентом поддерживал тесные связи с кружком чешских патриотов Йозефа Каетана Тыла.
В 1837 году под его редакцией вышел альманах «Vesna». Под давлением родственников и по советам друзей вновь вступил в орден премонстрантов и в 1838 принял пострижение, а в 1841 году, по окончании занятий богословием, был рукоположён в священника.
Проживание в Страговском монастыре и воспоминания о «мирской жизни» послужили ему для создания поэтических сборников «Песни любви» и «Отцовская мудрость» (Písnĕ milosti и Moudrost otcovská), которые пользуются большой популярностью и много раз были положены на музыку.

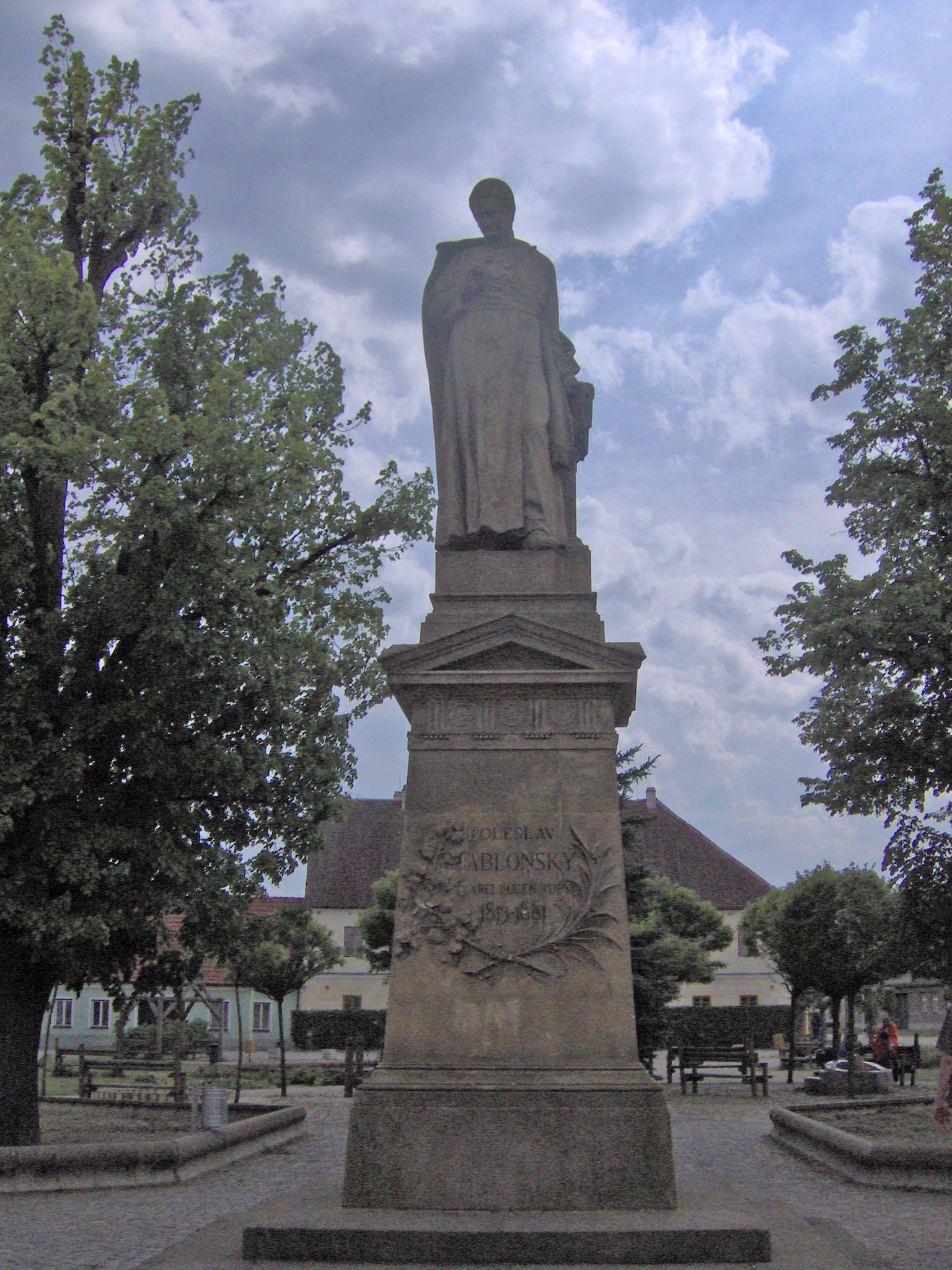
Памятник Б. Яблоновскому в Кардашова-Ржечице (1886)

Ещё студентом богословия он в 1841 году издал сборник своих стихотворений, а когда стал радоницким капелланом, в 1843 — молитвенную книгу для женщин и девушек под заглавием «Růže Sionská». В 1845 году вышло второе издание его стихотворений, куда вошло и дидактическое произведение «Moudrost otcovská».
В 1847 году против его желания и воли был назначен священником в польский женский монастырь премонстранток в Кракове. Встреченный сначала недружелюбно местным обществом и властями, Тупы со временем приобрёл доверие и любовь прихожан. Оторванный от родины, обременённый разными тягостными для него обязанностями, он уже не мог по-старому отдаваться своему вдохновению, и его песни, написанные в Польше, полны печали и глубокой тоски по оставленной родине и далеким родичам.
Болеслав Яблоновский писал патриотические и дидактические стихи на чешском и польском языках, надвислянские песни.
Прожил в краковском монастыре 33 года, последний раз посетил родину в 1879 году. Был с большим энтузиазмом встречен соотечественниками, но на просьбы остаться в Чехии ответил: 

«Поляки также меня полюбили и не отпустят, поэтому я окончу свои дни среди них.»
В 1872 году в Праге вышло 5-е издание его стихотворений («Basnĕ»).
Болеслав Яблоновский умер в Польше и был похоронен на монастырском кладбище. Учитывая его популярность в Чехии, в 1886 году его прах был перенесен на Вышеградское кладбище в Праге.